# Bahnstrecke Fryksta–Lyckan
| Streckenlänge:                                                                                            | 8 km    |                            |                            |
| Spurweite:                                                                                                | 1099 mm |                            |                            |
| |         |                            |                            |
| \| \| 0 \| Fryksta \| Fryksta \| \| \| \| Bahnstrecke Kil–Ställdalen \| \| \| \| 8 \| Lyckan \| Lyckan \| |         |                            |                            |
| Kopfbahnhof Streckenanfang (Strecke außer Betrieb)                                                        | 0       | Fryksta                    | Fryksta                    |
| Kreuzung (Strecke geradeaus außer Betrieb)                                                                |         | Bahnstrecke Kil–Ställdalen | Bahnstrecke Kil–Ställdalen |
| Kopfbahnhof Streckenende (Strecke außer Betrieb)                                                          | 8       | Lyckan                     | Lyckan                     |

Die Bahnstrecke Fryksta–Lyckan war 1849 die erste in Schweden gebaute öffentliche Eisenbahnstrecke. Die als Pferdebahn ausgeführte Schmalspurbahn mit der Spurweite von 1099 mm verband die Ladestelle Fryksta Lastplats am See Nedre Fryken mit der Ladestelle Lyckan am Klarälven in Värmland.
Konstrukteur der ersten schwedischen Eisenbahn für den allgemeinen Verkehr war Ingenieur Claes Adolf Adelsköld.
Die Frykstads Järnväg genannte Bahn wurde in der Spurweite von 44 schwedischen Verktum, dem so genannten Werkzoll, mätt på hjulen (gemessen an den Rädern) geplant.

## Geschichte
Der schmale Landstreifen zwischen Fryken und Klarälven war seit der Steinzeit ein wichtiger Wander- und Transportweg. Davon zeugen eine reiche Anzahl von Funden und Gräbern. Die Eisenhütte und Sägewerke in Fryken suchten in den 1840er Jahren nach einem preisgünstigen Transportweg zum Vänern.
Die Verkehrsprobleme wurden in mehreren Sitzungen mit Industrievertretern und Privatpersonen besprochen. Vereinbart wurde schließlich, basierend auf einen Vorschlag von Landvermesser L. G. Örn, die Errichtung einer Eisenbahnstrecke zwischen Fryksta und Klarälven. Der Zweck war, Eisen und Holz aus der Gegend rund um Fryken abzutransportieren und in die entgegengesetzte Richtung Roheisen, Getreide und andere Rohstoffe zu bringen. Die Voruntersuchung für die acht Kilometer lange Strecke führten Carl Edward Norström, Claes Adelsköld und E. A. Nordenankar aus.

## Frykstads Jernvägs Aktiebolag
Im Winter 1847 wurde in Karlstad eine Gesellschaft für den Bau einer Eisenbahn mit Pferdebetrieb zwischen Fryken und dem Klarälven (”för anläggande av en järnväg för hästkraft mellan Fryken och Clara Elf”) gegründet. Der Widerstand gegen den Eisenbahnbau war anfangs hoch, sogar der Reichstagsabgeordnete Leonard Fredrik Rääv vertrat die Meinung, dass Eisenbahnen Pech bringen. Die Finanzierung der Gesellschaft Frykstads Jernvägs Aktiebolag mit Darlehen wurde dann durch eine der ersten schwedischen Aktiengesellschaften am 9. Februar 1848 gesichert.
Die Regeln des Unternehmens zeigten von Anbeginn, dass sich ... das Unternehmen verpflichtet, durch Entrichtung einer bestimmten Taxa den Transport von Gütern auf der Eisenbahn ..., also öffentlich, durchzuführen. In Absprache mit John Ericsson  sollte der Baubeginn im Frühjahr 1849 erfolgen. Am 5. Mai 1849 führte Adelsköld den ersten Spatenstich durch. Bauleiter wurde Norström und Adelsköld war der Vermesser und Arbeitskontrolleur.
Der Bahndamm war in der Regel 60 cm hoch. Für die Erdbewegungen waren nur Spaten, Pferde- und Schubkarren vorhanden. Es war eine beeindruckende Leistung, dass die Strecke in nur rund fünf Monaten fertig war.
Die Spurweite betrug schließlich bis zu 1101 mm. Es wurden Vignol-Schienen verwendet, 50 mm hoch und mit einer 75 mm großen Fußplatte, mit einem Metergewicht von zwölf Kilogramm pro Meter. Die größte Neigung der Strecke betrug 1:45. Am 5. September 1849 fuhren die ersten von Pferden gezogenen Güterzüge auf der Strecke, Personenverkehr fand vorerst nicht statt. Die feierliche Einweihung führte im Herbst 1850 König Oscar durch.
Kurze Zeit später wurde doch Personenverkehr eingeführt. Es waren keine Personenwagen vorhanden, deshalb wurden Güterwagen mit einem Dach aus Gobelin ausgerüstet. Drei bis sechs Züge pro Tag konnten mit 13 Zugtieren (Ochsen und Pferde) befördert werden. Es stellte sich heraus, dass dies nicht rationell war und überlegte 1853, eine Lokomotive zu kaufen. 1854 wurde Munktells Mekaniska Verkstad in Eskilstuna beauftragt, eine Lokomotive zu bauen, die ab 1856 eingesetzt wurde. Diese hieß FRYCKSTAD, Baunummer 2/1855, Achsfolge C und wurde mit der Spurweite 1101 mm hergestellt. Gegenüber der Baunummer 1/1853 des gleichen Herstellers, FÖRSTLINGEN, lieferte die Lok gute Betriebsergebnisse.

## Betrieb
Der Verkehr war in den folgenden Jahren zufriedenstellend, das Verkehrsaufkommen hoch. Noch in der Zeit der Pferdebahn wurden 1852 1.700 Fahrgäste auf der Strecke befördert. An Holzprodukten wurden 1850 12.143 Tolfter und 1856 rund 16.000 Tolfter transportiert.
Die kleine Bahn konnte sich nicht mehr behaupten, als die Staatsbahnstrecke Karlstad–Arvika 1871 eröffnet wurde. Noch im Herbst desselben Jahres wurde der Verkehr auf der Frykstabana eingestellt.
Am 15. Juni 1872 wurde eine drei Kilometer lange Nebenstrecke zwischen Fryksta und Kil nedre eröffnet. Waren, die über den Fryken kamen, konnten weiterhin im Hafen von Fryksta auf die Bahn verladen werden. Die Frykstads Jernvägs Aktiebolag wurde am 15. August 1873 aufgelöst. Der Bahnhof von Fryksta diente bis 1926 seiner ursprünglichen Funktion, 1931 wurde darin eine Pension eröffnet. In den 1970er Jahren wurde das Haus umfangreich renoviert. Heute wird der ehemalige Bahnhof als Büro verwendet.
Die 1872 eröffnete normalspurige Nebenstrecke wurde 1974 eingestellt und abgebaut.

## Eisenbahnmuseum

Fryckstadt, die älteste erhaltene Lokomotive Schwedens

1975 wurde die Frykstad Clara Elfs Jernvägs Sällskap gegründet. um die Erinnerungen an die erste Bahnstrecke Schwedens zu bewahren. Im gleichen Jahr wurden in Uppsala Protokoll- und Abrechnungsbücher der Gesellschaft gefunden, die nun im Värmlandsarchiv aufbewahrt sind.
Weitere Erinnerungen an die Bahnstrecke können im Sommer in der Wagenhalle der Frykstad Clara Elfs Jernvägssällskap in Fryksta besichtigt werden. Die Lokomotive FRYCKSTAD ist die älteste in Schweden erhaltene Lokomotive und wird im Schwedischen Eisenbahnmuseum in Gävle aufbewahrt.